# Giulio Pocobelli
Giulio Pocobelli (* 22. Oktober 1766 in Melide; † 22. April 1843 ebenda) war ein Schweizer Architekt, Politiker, Tessiner Grossrat und Staatsrat.

## Biografie
Giulio Pocobelli war Sohn von Francesco, eines Bauunternehmers. Im Alter von 13 Jahren folgte er seinem Vater ins Piemont, wo er sich die Kunst des Bauens selbst beibrachte und Erfahrungen mit der Planung und dem Bau von Brücken und Strassen sammelte. Er heiratete Elisabetta, geborene Pocobelli. Als er 1797 nach Melide zurückkehrte, übernahm er das Kommando über die Volontari Rossi, eine Miliz aus dem aus der Landschaft Lugano, die 1798 gegen die Cisalpinen kämpfte. Danach begann er seine politische Laufbahn, er war Abgeordneter im Tessiner Grossrat von 1806 bis 1830 und Staatsrat von 1815 bis 1836. Trotz seiner konservativen Gesinnung beteiligte er sich am liberalen Umschwung von 1830.
Als Architekt und Ingenieur baute er unter anderem die kritisierte Monte-Ceneri-Strasse von 1806 bis 1810 und die Torretta-Brücke über den Fluss Ticino bei Bellinzona von 1813 bis 1815. Im Auftrag des Kantons Graubünden plante und leitete er den Bau der San Bernardino-Strasse von 1818 bis 1823. Er beteiligte sich auch am Wettbewerb für den Grand Pont in Freiburg im Üechtland (1826, Projekt nicht realisiert) und für den Seedamm in Melide im Jahr 1841.